# Lista de vereadores de Euclides da Cunha da 14.ª legislatura
Esta é a lista de vereadores de Euclides da Cunha para a legislatura 2001–2004.

## Vereadores
Estes são os vereadores eleitos nas eleições de 1º de outubro de 2000. Das treze vagas em disputa, o placar foi de quatro para o PFL, quatro para o PL, duas para o PTB, uma para o PMDB, um para o PT e uma para o PHS.
|    | Nome                                                                          | Partido                                            | Votos | %    | Observações |
| -- | ----------------------------------------------------------------------------- | -------------------------------------------------- | ----- | ---- | ----------- |
| 1  | Lenir Maria Mori, Leni Pinheiro (2001-2002) (Euclides da Cunha, 01.11.1959–)  | Partido Frente Liberal (PFL)                       | 1.259 | 4,81 |             |
| 2  | Jonas Rodrigues de Abreu (Euclides da Cunha, 07.03.1952–)                     | Partido Trabalhista Brasileiro (PTB)               | 1.151 | 4,40 |             |
| 3  | Ireno Barreto Miranda (Euclides da Cunha, 05.05.1965–)                        | Partido Liberal (PL)                               | 1.034 | 3,95 |             |
| 4  | Hilton de Abreu Celestino, Durão (Euclides da Cunha, 09.08.1950–)             | Partido Frente Liberal (PFL)                       | 1.033 | 3,95 |             |
| 5  | Bolívar Francisco Alves (Euclides da Cunha, 05.02.1942–)                      | Partido Frente Liberal (PFL)                       | 1.024 | 3,92 |             |
| 6  | José Dantas Lima, Zezé Lima (Euclides da Cunha, 04.07.1929–14.10.2019)        | Partido Frente Liberal (PFL)                       | 903   | 3,45 |             |
| 7  | Francisco Assis de Melo, Diassis (2003-2004) (Euclides da Cunha, 17.04.1951–) | Partido Liberal (PL)                               | 868   | 3,32 |             |
| 8  | Martha Terezinha Campos de Abreu (Euclides da Cunha, 18.05.1958–)             | Partido Liberal (PL)                               | 844   | 3,23 |             |
| 9  | José Estanislau dos Santos, Nozinho do Bujão (Euclides da Cunha, 18.11.1930-) | Partido Trabalhista Brasileiro (PTB)               | 828   | 3,17 |             |
| 10 | Aroldo Rocha de Melo (Brejo do Cruz, 23.01.1953–)                             | Partido Liberal (PL)                               | 827   | 3,16 |             |
| 11 | José Wilson Matos Vitor (Euclides da Cunha, 08.03.1960–)                      | Partido Humanista da Solidariedade (PHS)           | 780   | 2,98 |             |
| 12 | José Milton de Abreu, Zé de Fulgêncio (Uauá, 12.09.1948–)                     | Partido do Movimento Democrático Brasileiro (PMDB) | 624   | 2,37 |             |
| 13 | Gilvan Vieira Menezes (Salvador, 21.02.1967–)                                 | Partido dos Trabalhadores (PT)                     | 611   | 2,34 |             |

## Legenda
| Cor  | Significado          |
| Bege | Presidente da Câmara |
| Azul | Suplente             |

## Composição das bancadas
| Partido | Líder | Bancada | Posição  |
| ------- | ----- | ------- | -------- |
| PFL     |       | 4 / 13  | Governo  |
| PL      |       | 4 / 13  | Governo  |
| PTB     |       | 2 / 13  | Governo  |
| PMDB    |       | 1 / 13  | Oposição |
| PT      |       | 1 / 13  | Oposição |
| PHS     |       | 1 / 13  | Oposição |

| Bloco    | Líder | Bancada |
| -------- | ----- | ------- |
| Governo  |       | 10 / 13 |
| Oposição |       | 3 / 13  |